# Шусей Токуда
Шусей Токуда (на японски: 徳田 秋声Tokuda Shūsei) е японски писател на произведения в жанра драма.

## Биография и творчество
Шусей Токуда, с рожд. име Токуда Суео, е роден на 1 февруари 1872 г. в Канадзава, Ишикава, Япония, в семейство от феодалната аристокрация от ерата Мейджи. Той е син от четвъртата съпруга на баща му. Като дете е болнав, поради което тръгва една година по-късно на училище, но е отличен ученик. Баща му умира през 1891 г. и семейството преживявя трудно. През 1894 г. той напуска Каназава, за да стане ученик на писателя Озаки Койо, тогава лидер в литературния свят.
Първоначално пише традиционни романтични истории под влияние на Озаки Койо, но след Руско-японската война (1904-1905) се насочва към реалистично и обективно описание. Стилът му е директен и лаконичен, представящ остро и без сантименталност портрети на хора живеещи в трудни икономически условия и емоционално депресирани от живота. Първо признание му носи романа „Arajotai“ (Новото домакинство) от 1907 г., в който представя живота на съпругата на малък бизнесмен.
Едни от най-известните му романи са „Ashiato“ (1910), „Tadare“ и „Arakure“ (1915). В късното му творчество е белязано от засилването на японския милитаризъм и наложените ограничения във военно време. В по-мек тон са романите му „Kasō jinbutsu“ (1935) – историята на любовна афера на млад писател, и „Shukuzu“ (1943) – за живота на една застаряващата гейша, която го разказва на покровителя си. Някои от произведенията му са екранизирани.
Шусей Токуда е един от четиримата писатели, заедно с Масамуне Хакучо, Таяма Катай и Шимазаки Тосон, считани за стълбовете на японския натурализъм – течението, което в началото на века заема най-съществено място в литературния живот. То е инспирирано от творбите на Зола и Мопасан, но се отличава от това на европейския натурализъм по подчертаното участие на субективния момент в него.
През 1902 г. се жени за Хама Озава. Имат трима сина и три дъщери. Съпругата му умира през 1926 г.
Шусей Токуда умира от рак на белия дроб на 18 ноември 1943 г. в Токио, Япония.
В негова чест през 1947 г. е издигнат паметник близо до върха на планината Итатсу край Каназава с посвещения от поета Сайсей Муроо.

## Произведения (частично)
- Yabu kōji, 薮かうじ (1896)
- Kumo no yukue, 雲のゆくへ (1900)
- Arajotai, 新世帯 (1907)
- Ashiato, 足迹 (1910)
- Kabi, 黴 (1911)
- Tadare (1914)
- Arakure (1915)
- Kunshō, 勲章 (1935)
- Kasō jinbutsu, 仮装人物 (1935–1938)
- Shukuzu, 縮図 (1943)

### Разкази
- Орденът на Бялата Полония в „Японски разкази“, изд.: „Народна култура“, София (1973), прев. Христо Кънев

### Екранизации
- 1953 Shukuzu
- 1957 Arakure
- 1962 Tadare